# Michael Mendl

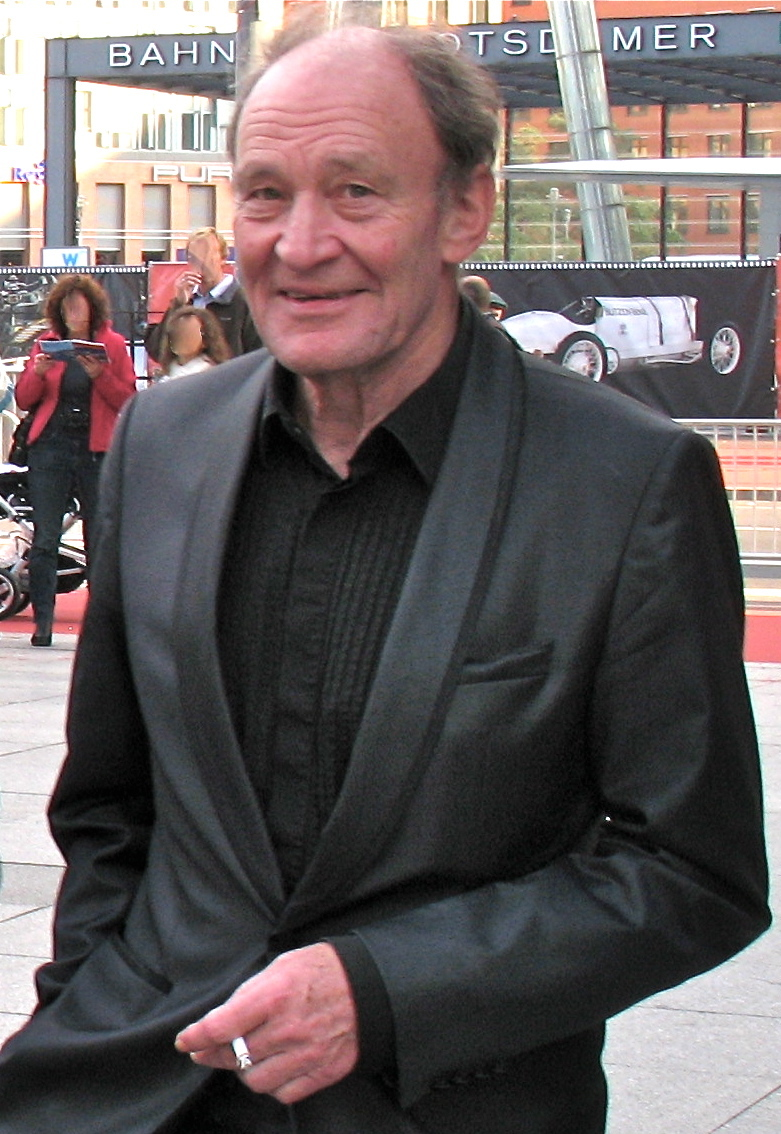
Michael Mendl bei der Eröffnung des Boulevards der Stars, 2010

Michael Mendl (* 20. April 1944 in Lünen als Michael Sandrock) ist ein deutscher Schauspieler. Er ist ein gefragter Charakterdarsteller.

## Leben
Michael Mendl wurde als außerehelicher Sohn des katholischen Priesters Clemens Krosche und der Medizinstudentin Martha Sandrock geboren. Die Eltern lernten sich in Duisburg kennen. Die ersten fünf Jahre seiner Kindheit verbrachte er mit seiner Mutter und Anverwandten im Ruhrgebiet und in Wiesdorf bei Leverkusen. 1949 heiratete seine Mutter den österreichischen Textilingenieur Ernst Mendl, der ihn adoptierte. Die ersten schulbildenden Jahre verbrachte Mendl in Krefeld, bis die Familie Mitte der 1950er Jahre nach Ludwigshafen am Rhein zog, wo sein Stiefvater bei der BASF arbeitete. Mendl besuchte in Mannheim ein humanistisches Gymnasium und absolvierte dort 1965 sein Abitur. Im selben Jahr begann er sein Studium der Theaterwissenschaften und Kunstgeschichte in Wien, was er als Interimszeit betrachtete, denn er wollte Schauspielstudent des Max Reinhardt Seminars in Wien werden. 1966 ging er dann jedoch als Student an die Folkwang-Hochschule in Essen, an der er 1969 die Bühnenreifeprüfung ablegte.
Mendl hat einen Sohn aus erster Ehe und zwei Kinder aus einer 20-jährigen Beziehung mit der Schauspielerin Carolin Fink, darunter die Schauspielerin Joana Mendl-Fink (* 1992). Seit dem einvernehmlichen Ende der Beziehung 2009 lebt er in Berlin.

## Laufbahn

### Theater
Seine Schauspielerkarriere begann er während seiner Schulzeit 14-jährig als Statist am Nationaltheater Mannheim. Es folgten Engagements an verschiedenen Theatern in Deutschland. Er hatte Festengagements am Staatstheater Darmstadt, am Staatstheater Stuttgart und am Bayerischen Staatsschauspiel in München.
In den 1980er Jahren spielte er am Staatstheater Stuttgart unter anderem Tillmann in Die Villa von Tankred Dorst (Uraufführung 1980; Regie: Günter Krämer), Lambacher in Der staubige Regenbogen von Hans Henny Jahnn (1982; Regie: Hansgünther Heyme), George in Wer hat Angst vor Virginia Woolf? (1983; Regie: Thomas Schulte-Michels) und den Hauptmann in Woyzeck (1986; Regie: Jossi Wieler). Von 1988 bis 1993 war er festes Ensemble-Mitglied am Bayerischen Staatsschauspiel. Zu seinen Rollen dort gehörten unter anderem Garcin in Geschlossene Gesellschaft (1988), Marat in Die Verfolgung und Ermordung Jean Paul Marats dargestellt durch die Schauspielgruppe des Hospizes zu Charenton unter Anleitung des Herrn de Sade (1988), Boris in Kinder der Sonne von Maxim Gorki (1989), Vater in Sechs Personen suchen einen Autor (1990), Saranieff in Der Marquis von Keith von Frank Wedekind (1991) und Burleigh in Maria Stuart (1991); alle jeweils unter der Regie von Thomas Schulte-Michels.
Er gastierte ebenfalls an den Münchner Kammerspielen (1981; als Ossip in Platonow; Regie: Thomas Langhoff) sowie am Düsseldorfer Schauspielhaus, am Schauspielhaus Hamburg und an der Volksbühne in West-Berlin; außerdem war er Gast bei den Salzburger Festspielen, so als Messala in Julius Caesar (1993; Regie: Peter Stein), als Caesar in Antonius und Cleopatra (1994/1995; Regie: Peter Stein), als Schuldknecht in Jedermann (1995; Regie: Gernot Friedel) und als Landstreicher in Der Kirschgarten (1995; Regie: Peter Stein). Nach langjähriger Bühnenabstinenz kehrt er im September 2013 mit dem Thomas-Bernhard-Stück Vor dem Ruhestand im Theater in der Josefstadt in Wien auf die Bühne zurück.

### Film und Fernsehen
Seit den 1980er Jahren arbeitete er auch, zunächst eher vereinzelt, als Film- und Fernsehschauspieler, u. a. 1989 in dem Tatort-Krimi Die Neue mit Ulrike Folkerts. 1991 gelang ihm mit Sönke Wortmanns Kleine Haie der Durchbruch im Medium Film. Er spielte in dem Erstlingswerk von Sherry Hormann Leise Schatten (1992 mit dem Max-Ophüls-Preis ausgezeichnet). Kurz zuvor hatte ihm das Residenztheater München gekündigt. 1994 entschied er sich, nur noch als Film- und Fernsehschauspieler zu arbeiten.
Als Filmschauspieler spielte er im Genre Drama zum Beispiel Psychopathen, Kriminelle, Gefängnisinsassen, häufiger jedoch hohe Funktionäre, Ärzte und Offiziere, wie in dem oscar-nominierten Kinofilm Der Untergang den General der Artillerie Helmuth Weidling, in Die Gustloff Kapitän Johannsen, in So weit die Füße tragen (2001) den Lagerarzt und Fluchthelfer Dr. Stauffer, in Amen (Regie: Costa-Gavras) den hohen Kirchenfunktionär Kardinal Monsignore Hudal, den ehemaligen Bundeskanzler Willy Brandt in Im Schatten der Macht, (2004) und zuletzt in Karol Wojtyła – Geheimnisse eines Papstes (TV, Regie: Gero von Boehm, 2006) Papst Johannes Paul II.
Viel Lob erfuhr seine Interpretation von Willy Brandt in dem Fernsehmehrteiler Im Schatten der Macht über das Leben des ehemaligen Bundeskanzlers, für die Mendl 2004 mit der Goldenen Kamera als bester deutscher Schauspieler ausgezeichnet wurde. 1997 erhielt er eine Nominierung für den Deutschen Filmpreis, 1998 für den Bayerischen Filmpreis.
Oft spielt Mendl intelligente Führungspersönlichkeiten mit ehrenhaftem Charakterprofil, Identifikationsfiguren. Genauso verkörpert er bodenständige Charaktere wie den Bauern Moser in Es geschah am hellichten Tag (Regie: Nico Hofmann, 1997) oder den Nulf in Schlafes Bruder (Regie: Joseph Vilsmaier, 1995). In Komödien übernimmt er häufig die Rolle des charmanten älteren Ehemannes (Eine Chance für die Liebe, TV, 2006). Doch oftmals stellt er auch zwielichtige Charaktere dar, so etwa einen kriminellen Firmenchef, skrupellosen Behördenleiter oder einen SS-Offizier.
Um den Film-Nachwuchs zu unterstützen, übernahm Mendl eine der Hauptrollen in Moritz Bolls Roadmovie Elise und verzichtete auf jegliche Gage.

### Hörspiele und Synchronarbeiten
Michael Mendl wirkte in zahlreichen Hörspielen mit, in Krabat (2010 produziert vom WDR), Doktor Faustus nach Thomas Mann, in Karl May: Der Orientzyklus und zuletzt im Hörbuch: Es wird Dich rufen von Simon Cross (veröffentlicht im Februar 2012).
2003 war er in Königin C, Autorin: Laura Ruohonen, zu hören. Regie führte: Annette Kurth (WDR).
2013 erschien der Animationsfilm: ‚Das kalte Herz‘ nach Wilhelm Hauff, in dem Mendl die englische Fassung sprach.
Als Synchronsprecher lieh er unter anderem F. Murray Abraham in Forrester: Gefunden, Rob Reiner in Schlaflos in Seattle, Stellan Skarsgård in King Arthur, Timothy Dalton in Die Hure des Königs und Rolf Lassgård in Ellas Geheimnis seine Stimme.

## Soziales Engagement
Seit 2000 engagiert sich Michael Mendl als Mentor für das Projekt LILALU.
Seit 2003 engagiert er sich für Faszination Regenwald e. V. u. a. in Französisch-Guayana. Über dieses Engagement entstand 2007 eine WDR-Dokumentation mit dem Titel Mein Leben am seidenen Faden.
Seit November 2008 agiert Mendl außerdem als Schirmherr des Vereins Gegen Noma-Parmed e.V.  zur Bekämpfung der Kinderkrankheit Noma.
Ab 2011 engagierte er sich auch in verschiedenen Aktionen für das Nachbarschaftszentrum „Suppenküche Lichtenrade e. V.“ in Berlin.
Er ist Botschafter der SOS-Kinderdörfer.

## Filmografie (Auswahl)

### Kinofilme
- 1991: Leise Schatten
- 1992: Kleine Haie
- 1995: Schlafes Bruder
- 1996: 14 Tage lebenslänglich
- 2001: Weiser
- 2002: Der Stellvertreter
- 2001: So weit die Füße tragen
- 2002: Hiçbiryerde
- 2004: Der Untergang
- 2005: Barfuss
- 2005: Shadow of the Sword – Der Henker
- 2008: Der Vorleser
- 2011: Hexe Lilli – Die Reise nach Mandolan
- 2011: Wunderkinder
- 2011: Männerherzen … und die ganz ganz große Liebe
- 2015: Halbe Brüder
- 2016: Elise
- 2016: A Cure for Wellness
- 2016: Fritz Lang – Der andere in uns
- 2020: Stille

### Fernsehfilme
- 1993: Der große Bellheim
- 1995: Das Schwein – Eine deutsche Karriere
- 1996: Der Schattenmann
- 1997: Es geschah am hellichten Tag
- 1997: Teneriffa – Tag der Rache
- 1997: Das ewige Lied
- 1997: Napoleon Fritz
- 1997: Die Friedensmission
- 1998: Liebe und weitere Katastrophen
- 1998: Andrea und Marie
- 1998: Die Schläfer
- 1998: Tierärztin Christine III: Abenteuer in Südafrika
- 1998: Babyhandel Berlin – Jenseits aller Skrupel (Assignment Berlin)
- 1998: Todfeinde – Die falsche Entscheidung
- 1999: Gefährliche Wahrheit
- 1998: Mammamia
- 1999: Zwei Asse und ein König
- 1999: Ein Mann steht auf
- 2000: Der Tanz mit dem Teufel – Die Entführung des Richard Oetker
- 2000: Deutschlandspiel
- 2000: Das Teufelsweib
- 2001: Kelly Bastian – Geschichte einer Hoffnung
- 2002: Zu nah am Feuer
- 2002: Ein Leben für den Frieden – Papst Johannes XXIII.
- 2003: Im Schatten der Macht
- 2004: Sterne über Madeira
- 2005: Herzlichen Glückwunsch
- 2005: Meine große Liebe
- 2005: Hengstparade
- 2006: Karol Wojtyła – Geheimnisse eines Papstes
- 2006: Meine Tochter, mein Leben
- 2006: Mathilde liebt
- 2006: Denk ich an Deutschland in der Nacht… Das Leben des Heinrich Heine
- 2006: Die Hochzeit meines Vaters
- 2007: Freie Fahrt ins Glück
- 2007: Niete zieht Hauptgewinn
- 2007: Eine Liebe in Kuba
- 2008: Die Gustloff
- 2008: Der Besuch der alten Dame
- 2008: Lost City Raiders
- 2008: Der Tote in der Mauer
- 2009: Die Rebellin
- 2009: So ein Schlamassel
- 2009: Alle Sehnsucht dieser Erde
- 2010: Schatten der Erinnerung
- 2010: Racheengel – Ein eiskalter Plan
- 2011: Wunderkinder
- 2011: Zurück ins Leben
- 2011: Liebe und Tod auf Java
- 2011: Der Eisenhans
- 2012: Das Geheimnis der Villa Sabrini
- 2012: Die Reichsgründung
- 2012: Die nervöse Großmacht
- 2012: Die Holzbaronin
- 2013: Krokodil
- 2014: In gefährlicher Nähe
- 2015: Das goldene Ufer
- 2018: Alt, aber Polt
- 2019: Der Auftrag
- 2021: Die Toten von Marnow

### Fernsehserien und Fernsehreihen
- 1975: Der Kommissar (Folge: Die Kusine)
- 1976: Notarztwagen 7
- 1978: Derrick (Folge: Klavierkonzert)
- 1985: Tatort – Miese Tricks
- 1989: Tatort – Die Neue
- 1991: Der Alte (Folge 158: Ganz für sich allein)
- 1991: Killer
- 1992: Der Alte (Folge 176: Der dritte Versuch)
- 1993: Derrick (Folge: Ein Objekt der Begierde)
- 1994–1995: Frankenberg
- 1995: Der Alte (Folge 206: Die Verlorenen)
- 1995: Ein Fall für zwei (Episode 132: Tod im Motel)
- 1996: Der Bulle von Tölz: Unter Freunden
- 2001: Tatort – Der Präsident
- 2002: Siska (Folge 40: Wenn du erst mal tot bist)
- 2002: Bloch (Folge: Schwarzer Staub)
- 2003: Tatort – Schattenlos
- 2003: Siska (Folge 46: Tödliches Spiel)
- 2005: Ein starkes Team – Lebende Ziele
- 2005: Tatort – Feuertaufe
- 2007: Wilsberg: Die Wiedertäufer
- 2007: Das Traumhotel – Dubai – Abu Dhabi
- 2008: Inga Lindström: Sommer in Norrsunda
- 2009: Meine wunderbare Familie: Hochzeitsvorbereitungen
- 2009: Tatort – Wir sind die Guten
- 2010: Donna Leon – Schöner Schein
- 2010: Inga Lindström: Zwei Ärzte und die Liebe
- 2011: Küstenwache: Feindliche Übernahme
- 2011: Ein starkes Team: Tödliches Schweigen
- 2012: Tatort – Wegwerfmädchen
- 2012: Tatort – Das goldene Band
- 2015: Ein starkes Team: Tödliches Vermächtnis
- 2015: Letzte Spur Berlin – Staatseigentum
- 2015: Kommissar Marthaler – Engel des Todes
- 2016: Böser Wolf – Ein Taunuskrimi
- 2016: In aller Freundschaft – Bestimmung
- 2017: Katie Fforde – Bellas Glück
- 2017–2020: Dark (4 Episoden)
- 2018: Der Bergdoktor – Finale Klarheit
- 2018: Frühling – Gute Väter, schlechte Väter
- 2018: Morden im Norden – Über den Tod hinaus
- 2018: Die Diplomatin – Jagd durch Prag
- 2019: Tierärztin Dr. Mertens – Schmerzhafte Entscheidung, Ein unwiderstehliches Angebot, Allgemeine Verunsicherung, Momente der Wahrheit
- 2019: SOKO Stuttgart – Kaffeefahrt
- 2020: Bettys Diagnose – Auf Messers Schneide, Richtungswechsel
- 2021: In aller Freundschaft – Die jungen Ärzte – Schuld
- 2023: Hotel Mondial – Streik
- 2024: Die Rosenheim-Cops – Totholz

## Hörspiele (Auswahl)
- 2002: Umberto Eco: Baudolino – Regie: Leonhard Koppelmann
- 2003: Friedrich Bestenreiner: Code Black – Regie: Christoph Pragua
- 2014: Sibylle Lewitscharoff: Pfingstwunder – Regie: Hans Gerd Krogmann (Hörspiel – HR/DKultur)
- 2015: Ethel Lina White: Die Wendeltreppe – Bearbeitung und Regie: Regine Ahrem (Kriminalhörspiel Kunstkopf – RBB)
- 2015: Joachim Ringelnatz: …liner Roma (Erzähler) – Bearbeitung und Regie: Thomas Gerwin (Hörspiel – RBB)

## Auszeichnungen
- 2004: Goldene Kamera
- 2024: Götz-George-Preis[14]